# Casa de Basarab

Escudo de armas de Valaquia después de 1330.

Los Basarabs (también llamados Bazarabs o Bazaraads, en rumano: Basarab, pronunciado [basaˈrab]) fueron una familia de origen cumano, que desempeñó un importante papel en el establecimiento del Principado de Valaquia, dando al país su primera línea de príncipes, y que tenían una estrecha relación con los gobernantes mușatin de Moldavia. Su estatus como dinastía resulta problemático para el sistema electivo oficial, que implica que los miembros masculinos de la misma familia, incluidos los descendientes ilegítimos, fueron elegidos para gobernar por un consejo de boyardos (más a menudo, la elección estuvo condicionada por la fuerza militar ejercida por los candidatos).
Después del gobierno de Alexandru I Aldea (que terminó en 1436), la casa se dividió por el conflicto entre los Dănești y los Basarab, de esta última desciende Drăculești, ambas familias reclamaban legitimidad. Varios gobernantes posteriores pertenecientes a la familia Craiovești, reclamaron ser descendientes directos de la Casa de Basarab, tras su eventual desaparición, incluyendo Neagoe Basarab, Matei Basarab, Constantin Șerban, Șerban Cantacuzino y Constantin Brâncoveanu.
Los gobernantes que generalmente se mencionan como miembros de esta dinastía incluyen (en orden cronológico) Mircea el viejo, Dan II, Vlad II Dracul, Vlad III el Empalador, Vlad el Monje, Radu IV el Grande y Radu de Afumați.

## Nombre y origen
La dinastía obtuvo su nombre de Basarab I, quien consiguió la independencia de Valaquia del Reino de Hungría. El nombre original de Basarab I era Basarabai, pero perdió las últimas letras al traducirse al rumano. El nombre es probablemente de origen cumano o pechenego y probablemente significaba «rey padre». Basar es participio del verbo «reinar», lo atestiguan sus derivados en idioma kypchak tanto antiguo como moderno. El historiador rumano Nicolae Iorga cree que «aba», la segunda parte del nombre que significa «padre», era una especie de título honorífico reconocible en muchos nombres de origen cumano, tales como Terteroba, Arslanapa y Ursoba.
El nombre del padre de Basarab, Thocomerius, también se alega que es de origen cumano, se le identifica con Toq-tämir, un nombre cumano y tártaro bastante común en el siglo XIII. Crónicas escritas en ruso de alrededor de 1295, mencionan la presencia de Toktomer, un príncipe del Imperio mongol, en Crimea.
El origen cumano o pechenego del nombre Basarab es solamente una conjetura y un motivo de controversia entre los historiadores. Los contemporáneos identifican constantemente a Basarab como valaco. Carlos I de Hungría se refiere a él como Bazarab infidelis Olacus noster («Bazarab, nuestro valaco traicionero»).

## Legado
Basarab da su nombre a varias regiones geográficas, como a Besarabia (parte de la República de Moldavia y de Ucrania) y algunas ciudades, como Basarabi en Rumania, Basarabeasca en la República de Moldavia y Basarbovo en Bulgaria.

## Rama Drăculeşti
La rama Drăculeşti (rumano [ d r ə k u l e ʃ t ʲ ]) fue una de las dos líneas principales rivales de los voivodas de Valaquia de la casa de Basarab , siendo el otro el Danesti. Estas líneas estaban en competencia constante por el trono de finales del siglo XIV a principios del XVI. Los descendientes de la línea de Drăculeşti con el tiempo llegaría a dominar este principado hasta su unificación con Transilvania y Moldavia por Mihai Viteazul en 1600.
La línea de la Drăculeşti comenzó con Vlad II Dracul, hijo de uno de los gobernantes más importantes de la dinastía Basarab, Mircea cel BATRAN . El nombre Drăculeşti deriva de la pertenencia a Vlad II Dracul , "el Diablo", a la orden del dragón (fundada en 1408).

### Blasón
El blasón de la casa Drăculeşti era el siguiente:

Escudo partido: 1º de azur, creciente de plata al jefe y estrella de oro en punta; 2º de oro, tres fajas de gules.

### Miembros
- Vlad II Dracul	(1436-1442, 1443-1447); hijo de Mircea cel BATRAN
- Mircea II	(1442); hijo de Vlad II
- Vlad III Draculea	(1448, 1456-1462, 1476); hijo de Vlad II
- Radu el Hermoso	(1462-1473, 1474); hijo de Vlad II
- Vlad Călugărul	(1481, 1482-1495); hijo de Vlad II
- Radu cel Mare	(1495-1508); hijo de Vlad Călugărul
- Mihnea cel Rău	(1508-1509); hijo de Vlad III
- Mircea III Dracul	(1510); hijo de Mihnea cel Rău
- Vlad cel tanár	(1510-1512); hijo de Vlad Călugărul
- Radu de la Afumaţi	(1522-1523, 1524, 1524-1525, 1525-1529); hijo de Radu cel Mare
- Radu Bădica	(1523-1524); hijo de Radu cel Mare
- Vlad Înecatul	(1530-1532); hijo de Vlad cel tanár
- Vlad Vintilă de la Slatina	(1532-1534, 1534-1535); hijo de Radu cel Mare
- Radu Paisie	(1534, 1535-1545); hijo de Radu cel Mare
- Mircea Ciobanul	(1545-1552, 1553-1554, 1558-1559); hijo de Radu cel Mare
- Pătraşcu cel Bun	(1554-1558); hijo de Radu Paisie
- Petru cel Tânăr	(1559-1568); hijo de Mircea Ciobanul
- Alexandru II Mircea	(1568-1574, 1574-1577); hijo de Mircea III Dracul
- Vintilă	(1574); hijo de Pătraşcu cel Bun
- Mihnea Turcitul	(1577-1583, 1585-1591); hijo de Mircea Alexandru II
- Petru Cercel	(1583-1585); hijo de Pătraşcu cel Bun
- Mihai Viteazul	(1593-1600); hijo de Pătraşcu cel Bun